# Lasius sonobei
Lasius sonobei är en myrart som beskrevs av Takeo Yamauchi 1979. Lasius sonobei ingår i släktet Lasius och familjen myror. Inga underarter finns listade i Catalogue of Life.

## Bildgalleri

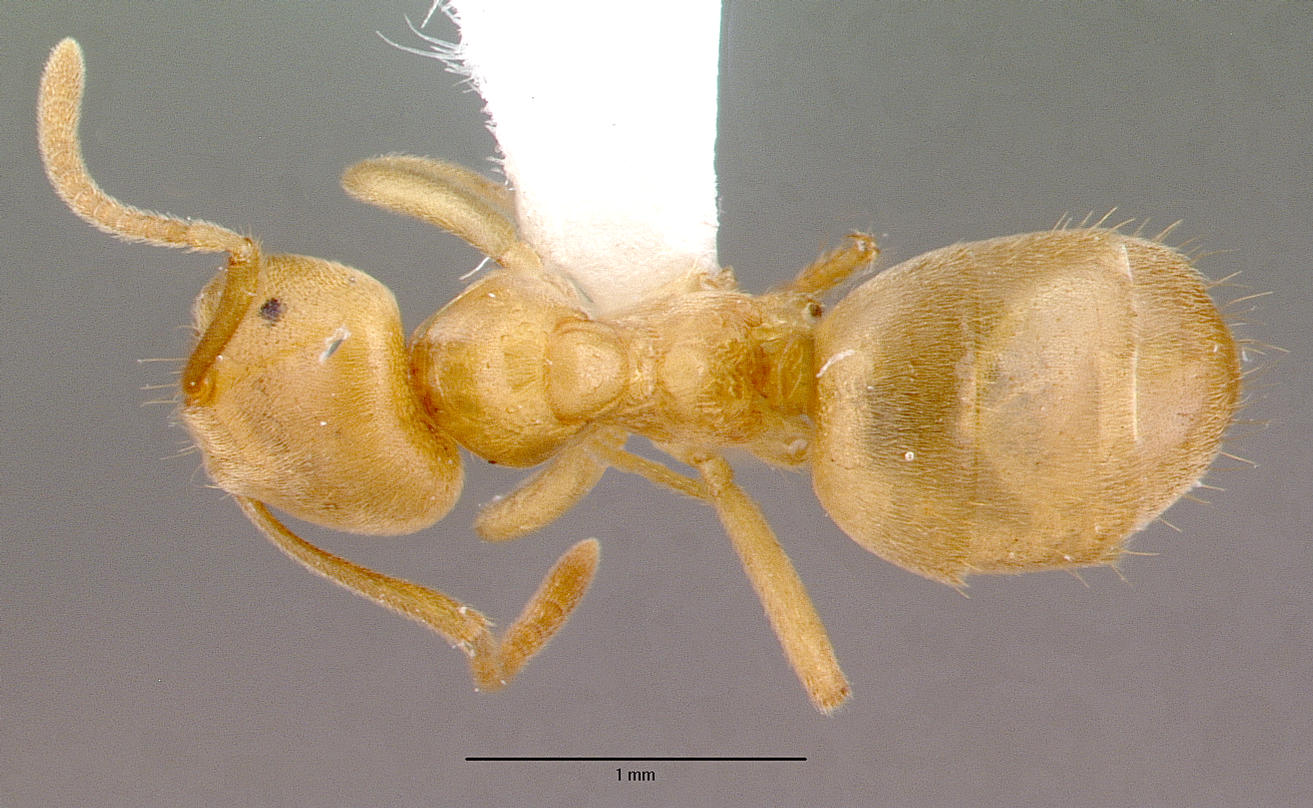
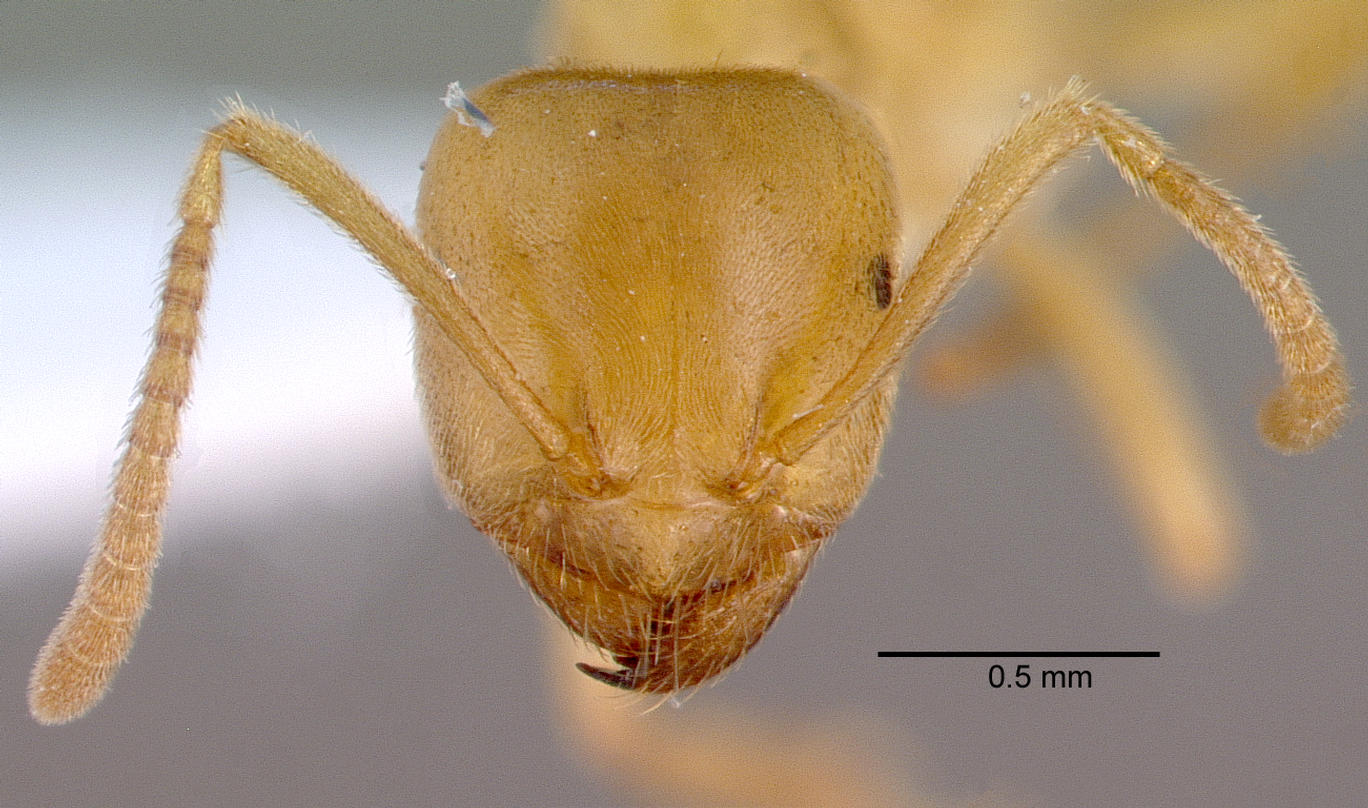
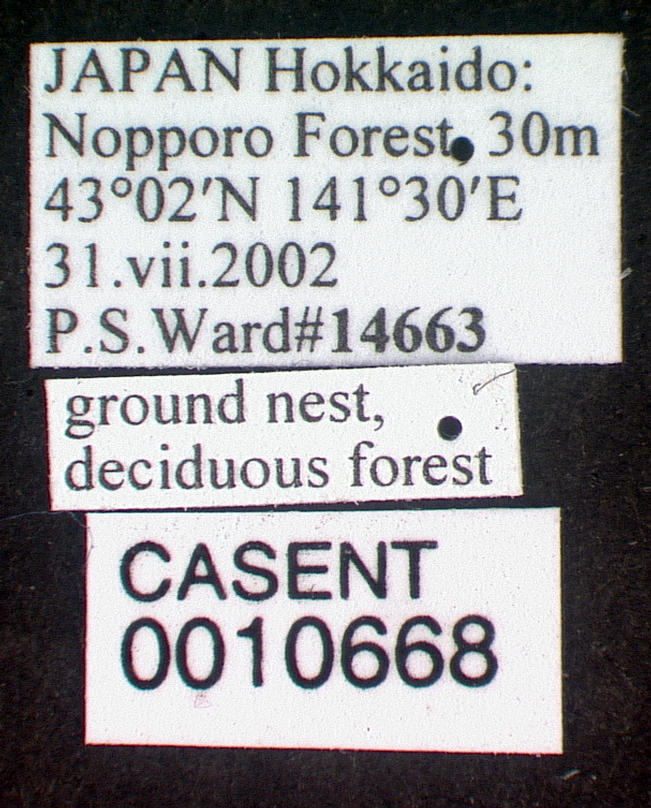
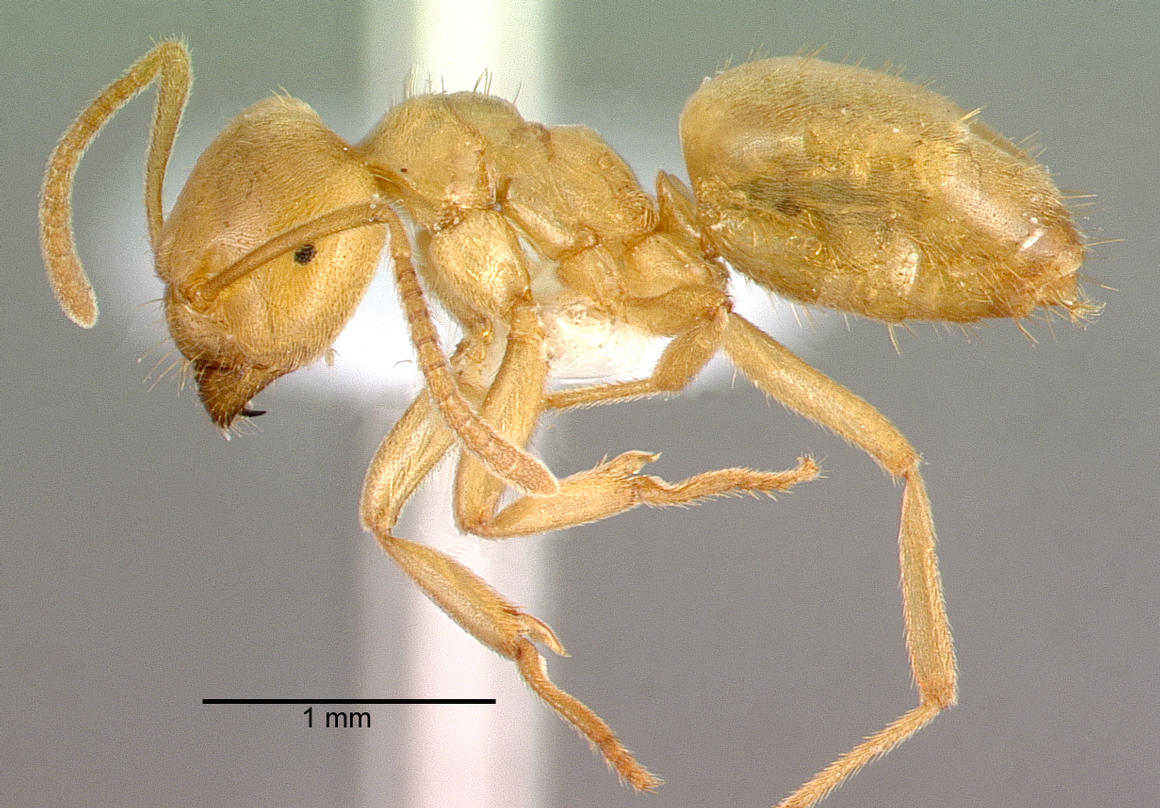